# Banque centrale de la fédération de Russie
La Banque de Russie (en russe : Банк России) ou Banque centrale de la fédération de Russie (en russe : Центральный банк Российской Федерации) est la banque centrale de Russie. Ses attributions sont décrites dans l'article 75 de la Constitution de la fédération de Russie et dans une loi fédérale dédiée. La Banque de Russie a été fondée le 13 juillet 1990, mais elle est le lointain successeur de la Banque d'État de l'Empire russe (1860-1917).
Selon la constitution, la banque de Russie est un organisme indépendant dont la principale responsabilité est d'assurer la stabilité de la monnaie nationale, le rouble. Elle a également le monopole de la fabrication des pièces et billets. Son siège se trouve rue Neglinnaïa à Moscou.

## Histoire
La Banque centrale de la fédération de Russie (Banque de Russie) a été fondée le 13 juillet 1990 à partir de la Banque de la République de Russie elle-même branche de la Banque d'État d'URSS. Le 2 décembre 1990 le soviet suprême de la république socialiste fédérative soviétique de Russie (RSFSR) fit de la Banque de Russie une organisation officielle. La loi votée à cette occasion définissait le domaine d'intervention de la banque comme portant sur la circulation monétaire, la régularisation de la masse monétaire, les échanges internationaux et la régulation des activités des banques de la fédération de Russie.
En novembre 1991, après la dissolution de l'URSS et la création de la Communauté des États indépendants (CEI), le soviet suprême de la RSFSR déclara que le la Banque centrale de RSFSR restait le seul organisme chargé de la politique monétaire et de la régulation des échanges internationaux sur le territoire de la fédération de Russie. Les fonctions de la Banque d'État de l'URSS concernant la fabrication de la monnaie et la fixation du taux de change du rouble lui furent transférées. La Banque centrale de RSFSR devait dès le 1er janvier 1992 assurer le plein contrôle des actifs, des moyens techniques et des autres ressources de la Banque d'État de l'URSS et de toutes ses institutions.
Le 20 décembre 1991, la Banque d'État d'URSS fut dissoute. Quelques mois plus tard la Banque centrale de RSFSR fut renommée Banque centrale de la fédération de Russie (Banque de Russie).
En 1991-1992 un réseau de banques commerciales fut créé sur le territoire de la fédération de Russie, sous la supervision de la Banque de Russie, à partir des branches bancaires spécialisées de la Banque d'État d'URSS. Ce démantèlement s'accompagna de modifications du mode de comptabilisation et de la création d'un réseau de caisse de dépôts filiales de la Banque centrale équipées d'outils informatiques. La Banque centrale commença à acheter et vendre des devises sur le marché des devises et à fixer le cours de change officiel du rouble contre les devises étrangères.
En décembre 1992, à la suite de la création d'un système de trésorerie centralisé unique, la Banque de Russie fut déchargée de la responsabilité de fournir la prestation de trésorerie dans le cadre de la mise en œuvre du budget fédéral.
La Banque de Russie accomplit ses missions, définies par la Constitution de la fédération de Russie (Article 75) et la loi sur la Banque centrale de la fédération de Russie (Banque de Russie) (Article 22) de manière indépendante par rapport aux structures gouvernementales fédérales, régionales et locales.
Entre 1992 et 1995, la Banque de Russie, pour maintenir la stabilité du système bancaire, met en place un système de contrôle et d'inspection des banques commerciales et un organisme de régulation des échanges internationaux. En tant qu'agent du ministère des Finances, il était chargé d'organiser le marché des titres de créances négociables à court terme émis par l'État russe (GKO)
En 1995, la Banque de Russie met fin aux prêts destinées à financer le déficit du budget fédéral et aux prêts dédiés à certains secteurs de l'économie.
En 2022, dans le contexte de l'invasion de l'Ukraine par la Russie en 2022 et des sanctions économiques qui sont décidées, les réserves de la banque centrale de Russie sont estimées à quelque 640 milliards de dollars. Les pays du G7, l'Australie et l'Union européenne décident de geler tous les avoirs libellés en devises étrangères qui y sont déposés. Ils représentent en février 2024, un montant de 260 milliards de dollars dont 210 milliards de dollars en UE. L'UE décide à la même date de geler également les bénéfices liés à ces dépôts.

## Régulateur

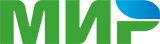
Logo des cartes bancaires russes

La Banque centrale de Russie est le principal régulateur du système bancaire russe. Elle est responsable de l'octroi des licences aux nouveaux établissements bancaires et définit les principes de gestion et les normes comptables du système bancaire russe. La BCR est un prêteur de dernier recours aux établissements financiers.
En 2014, la Banque de Russie lance la mise en place d’un système national de paiement par cartes afin d’assurer son indépendance face aux monopoles Visa et MasterCard responsables de blocages dans les systèmes de paiement en Russie à la suite des sanctions américaines de 2014. Le système est opérationnel en décembre 2015 et l’émission de cartes à grande échelle par les banques russes démarre en 2016.

## Politique monétaire
La Banque centrale de Russie est responsable de la politique monétaire du pays ; en particulier elle fixe le taux d'intérêt interbancaire. En jouant sur le taux d'intérêt du rouble russe, elle contribue à faire évoluer le cours du rouble par rapport aux devises étrangères.
La banque de Russie participe également au travail avec l'épargne-retraite des citoyens. Les pensions en Russie restent extrêmement faibles. Pour 2024, le montant minimum de la pension sociale est fixé à 13 269 roubles (147 dollars des États-Unis). Comme le budget manque d'argent, les citoyens sont invités à mettre de côté les fonds pour la retraite. À cette fin, à partir de 2024, la banque de Russie et toutes ses institutions territoriales promeuvent activement le programme d'épargne à long terme élaboré par la Banque de Russie.
La principale caractéristique du programme d'épargne à long terme est le cofinancement de l'état. C'est-à-dire que les citoyens qui ont adhéré au programme recevront de l'état une augmentation de leurs économies pendant une certaine période de temps. Ainsi, les gens peuvent à l'avenir accumuler du capital supplémentaire pour leurs objectifs prioritaires, tels que l'achat d'un logement ou l'éducation des enfants, la création d'un «coussin d'air " financier ou l'utilisation de cet argent comme un supplément à la retraite, a déclaré dans une interview Bankiros.ru le représentant de la banque Centrale de la Fédération de Russie Larisa Pavlova.

## Directeurs de la Banque centrale de Russie
| Nom                   | Période               |
| --------------------- | --------------------- |
| Gueorgui Matïoukhine  | 1990-1992             |
| Viktor Gerachtchenko  | 1992-1994             |
| Tatiana Paramonova    | 1994-1995             |
| Alexandre Khandrouïev | 8 au 22 novembre 1995 |
| Sergueï Doubinine     | 1995-1998             |
| Viktor Gerachtchenko  | 1998-2002             |
| Sergueï Ignatiev      | 2002-2013             |
| Elvira Nabioullina    | depuis 2013           |